# Menschenrechte in Venezuela
Die Menschenrechte in Venezuela werden formal von der sog. „bolivarischen“ Verfassung von 1999 geschützt. In der Praxis ist die Menschenrechtssituation in Venezuela im weltweiten Vergleich sehr schlecht. Der Demokratieindex (The Economist) führt Venezuela auf Platz 147 und bewertet Venezuela als Autoritäres Regime. Die Freedom-in-the-World-Länderliste 2019 gibt lediglich 13 von 100 Punkte und bewertet Venezuela als nicht frei. Der Fragile States Index stuft Venezuela 2023 unter Alarm ein. Im Weltfriedens-Index belegt Venezuela Platz 147, in der Rangliste der Pressefreiheit ist es Platz 159. Verschiedene Organisationen wie Amnesty International und Human Rights Watch vertreten die Auffassung, dass Angriffe, Drangsalierungen und Einschüchterungen von Regierungskritikern häufig vorkommen.

## Verletzung von Persönlichkeitsrechten (grundlegende Rechte)

### Kriminalität
Die Mordrate in Venezuela ist seit 1999 von 19 Morden pro 100.000 Einwohner auf über 60 Morde pro 100.000 Einwohner gestiegen. Damit ist die Mordrate Venezuelas die höchste in Südamerika.

### Politisch motivierte Verfolgung

#### Die Tascón-Liste
Die Tascón-Liste ist eine Liste der Menschen, die eine Petition für das Referendum zur Amtsenthebung von Hugo Chávez unterschrieben haben. Der Abgeordnete Luis Tacón (PSUV) hatte diese Liste online veröffentlicht (seinen Aussagen zufolge, um die Unterschriften verifizieren zu lassen). Die Regierung hat daraufhin die Unterzeichner aufgefordert, ihre Unterschrift streichen zu lassen. Die Arbeitsministerin erklärte auch vor der Presse, dass Beamte, die unterschrieben hatten, entlassen werden mussten.

#### Angriffe
Am 18. Juni 2009 griffen Chávez-Anhänger unter Leitung des Bürgermeisters Alirio Mendoza das Gouverneurhaus im Bundesstaat Miranda an, in dem der neue oppositionelle Gouverneur, Henrique Capriles, seinen Sitz hat. Dabei schmierten sie Hakenkreuze an die Wände. Capriles’ Großeltern waren Juden.

#### Spionage und Verleumdung
Die staatlichen Medien haben oft illegal angezapfte Telefongespräche politischer Gegner der Öffentlichkeit zugänglich gemacht, insbesondere in Mario Silvas Sendung La Hojilla auf dem Sender Venezolana de Televisión. Bei einer dieser Sendungen hat der Journalist der staatlichen Sendung vorgebliche Beweise präsentiert, die zeigen sollten, dass der Oppositionskandidat Henrique Capriles in der Öffentlichkeit bei homosexuellen Handlungen ertappt worden sei und seine Macht als Bürgermeister ausgenutzt habe, um eine Strafverfolgung zu blockieren.

#### Gefangene

##### Der Fall Usón
Die Regierung hat die Existenz politischer Gefangener in Venezuela bestritten. Im Jahr 2004 starben zwei Soldaten, die in einer Strafzelle festgehalten wurden. Sechs weitere wurden dabei verletzt. Ein Journalist behauptete, die Soldaten seien mit einem Flammenwerfer angegriffen worden. Ein hochrangiger Offizier, General Usón, erklärte in einem Interview, wie Flammenwerfer funktionieren, und sagte, dass wenn ein Flammenwerfer eingesetzt worden wäre und es sich um keinen Unfall gehandelt hätte, dies eine ernste Lage darstellen würde und eine Untersuchung dringend wäre. Er wurde kurz darauf festgenommen, als er dabei war, Unterschriften für ein Referendum gegen Chávez zu sammeln.
Usón wurde zu 5 ½ Jahren Haft wegen Verleumdung der Streitkräfte verurteilt.
2007 wurde er wegen guter Führung frühzeitig freigelassen. Er hatte zuvor ein Gnadenbefugnis von Chávez abgelehnt.

##### Der Fall Afiuni
María Afiuni wurde am 10. Dezember 2009 festgenommen und beschuldigt, dem Bankier Eligio Cedeño bei der Flucht aus Venezuela geholfen zu haben. Sie hatte Eligio Cedeño aus der Haft entlassen, nachdem er ohne Urteil länger als vom Gesetz vorgesehen im Gefängnis gesessen hatte. Hugo Chávez hatte die Richterin daher der Korruption bezichtigt und mindestens dreißig Jahre Haft für sie gefordert. Afiuni wurde daraufhin sofort festgenommen. Die UN-Arbeitsgruppe für willkürliche Inhaftierungen, der UN-Sonderberichterstatter über die Lage von Menschenrechtsverteidigern sowie der UN-Sonderberichterstatter über die Unabhängigkeit von Richtern und Anwälten forderten ihre umgehende Freilassung.
Sie war zuerst inhaftiert, wurde aber aus gesundheitlichen Gründen unter Hausarrest gesetzt.
Die Europäische Union hat die venezolanische Regierung wegen des Afiuni-Falls scharf kritisiert.

### Frauenrechte
Frauen haben laut Verfassung dieselbe Rechte wie Männer. Dennoch ist die Gewalt gegen Frauen ein gravierendes Problem in Venezuela. In den ersten 10 Monaten des Jahres 2011 wurden in Venezuela etwa 501 Frauen durch häusliche Gewalt umgebracht.

## Freiheitsrechte

### Referenda, Privatsphäre und politische Diskriminierung
Im Jahr 2004 fand ein Referendum für die Amtsenthebung von Hugo Chávez statt. Dabei hat ein Abgeordneter der Regierung, Tascón, im Internet Namen und Identitätsnummern aller Menschen veröffentlicht, die die Petition für das Referendum unterschrieben haben. Danach äußerten verschiedene Minister, dass alle Beamten, die unterschrieben hatten, Verräter seien und entlassen werden müssten. Chávez hat darüber hinaus die Menschen aufgefordert, ihre Unterschrift 'zu revidieren'. Die Daten aller Unterzeichneten konnten wenig später auf DVDs von Straßenhändlern gekauft werden. Die Opposition kritisierte dies als Verletzung des Wahlgeheimnisses und als Form politischer Diskriminierung. Im Jahr 2005 erklärte Chávez, man müsse nun die Liste begraben, denn sie hätte ihren Zweck schon erfüllt.
Seit der Parlamentswahl in Venezuela 2015 hat in Venezuela keine freie Wahl mehr stattgefunden. Das in dieser Wahl gewählte Parlament wurde an seiner Arbeit gehindert. Das Abberufungsreferendum in Venezuela 2016 wurde nicht durchgeführt, die späteren Wahlen und Abstimmungen als Scheinwahlen durchgeführt.
Nach der vom Regime gefälschten Präsidentschaftswahl in Venezuela 2024 verschlechterte sich die Menschenrechtslage weiter. Marta Valiñas, Vorsitzende der Internationalen unabhängigen Untersuchungskommission der Vereinten Nationen berichtete »Wir beobachten eine Verschärfung des staatlichen Repressionsapparats als Reaktion auf das, was er als kritische Ansichten, Opposition oder Dissens wahrnimmt«.

### Pressefreiheit
Im Press Freedom Index stand Venezuela im Jahr 2011 auf Platz 117.
Im Jahr 2010 hat die EU eine Resolution verabschiedet, in der sie die Tendenz zum Autoritarismus in der Regierung Venezuelas und die Schließung mehrerer Sender verurteilt. Bis 2023 sank Venezuela auf Platz 159 (von 180) und ist damit eines der unfreiesten Länder der Erde.
Globovisión ist ein regierungskritischer Sender, der in Caracas und außerhalb von den Menschen, die Kabel- oder Internetzugang haben, empfangen werden kann. Im Juni 2012 wurde Globovisión zur Zahlung von $2.1 Millionen für eine 'unangemessene Ausstrahlung der Gewalt in venezolanischen Gefängnissen' verurteilt. Globovisión hatte damals über Unruhen in El Rodeo berichtet, bei denen 20 Menschen umgebracht wurden.
Diosdado Cabello hat Anklage gegen die Zeitung El Nacional und die Zeitschrift Tal Cuál erhoben, weil diese sich auf die Veröffentlichungen der spanischen Zeitung ABC bezogen hatte, wonach Cabello Kontakte zu einem Drogenkartell der venezolanischen Militärs hatte. Die Vorsitzenden von El Nacional und Tal Cuál dürfen zur Zeit Venezuela nicht verlassen. So konnte Teodoro Petkoff, Leiter von Tal Cuál, seinen Preis bei der Ortega-y-Gasset-Preisvergabe in Spanien nicht persönlich erhalten.

### Cadenas
Cadenas sind Sendungen der Regierungen, die von jedem Radio- und Fernsehsender ausgestrahlt werden müssen. Seit Hugo Chávez an der Macht ist, haben Zahl und Sendezeit dieser Cadenas zugenommen. Regierungskritiker behaupten, dass dies einen Verstoß gegen die Pressefreiheit darstelle. In den ersten 10 Jahren der Chávez-Regierung haben die Cadenas zusammen fast 3000 Stunden gedauert.

## Minderheiten
Etwa 2 % der Bevölkerung sind Ureinwohner. Die Verfassung von 1999 garantiert die Rechte dieser Ureinwohner und erkennt ihre Sprachen als Amtssprachen neben Spanisch an.
Die Chávez-Regierung hatte schon lange versprochen, traditionelle Gebiete an die indigene Bevölkerung zurückzugeben. Einige Indianergruppen haben sich beschwert, dass ihnen nur ein Bruchteil der versprochenen Regionen zugeteilt worden sei.

## Antisemitische Vorfälle
2009 wurden in Caracas eine Synagoge verwüstet und auf die Wände Hakenkreuze gesprüht. Unter den elf verhafteten Tätern befanden sich acht Polizisten. Der Präsident der Jüdischen Gemeinden Ben Shimol beschuldigte daraufhin die Regierung Chávez, durch ihre antiisraelische Propaganda den Antisemitismus zu fördern und zu legitimieren. 2010 traf Chávez sich mit Vertretern der jüdischen Gemeinden des Landes. Danach sei vorübergehend eine Abnahme antisemitischer Rhetorik festzustellen gewesen.
2011 empfahl eine Moderatorin des staatlichen Hauptradiosenders NVR ihren Hörern die Lektüre des antisemitischen Pamphlets Protokolle der Weisen von Zion. Der Verband der jüdischen Gemeinden Venezuelas und die Anti Defamation League verurteilten dies scharf und warfen der Regierung vor, nicht genug gegen antisemitische Ausfälle innerhalb ihres Machtbereichs zu unternehmen.

## Justizwesen und Strafvollzug
Die Menschenrechtsorganisation Provea hat kritisiert, dass einer der für die Regierungspartei PSUV gewählten Abgeordneten, Róger Cordero Lara, einer der Militärs war, die am Cantaura-Massaker von 1982 beteiligt waren. Provea und andere Organisationen behaupten auch, dass Ramón Rodríguez Chacín, ein anderer Militär und jetziger Kandidat der PSUV für die Gouverneurswahlen im Dezember 2012, Mitwirkender am El Amparo-Massaker war.

### Gewaltenteilung
Die von der Chávez-Regierung eingesetzte Vorsitzende des Obergerichtshofs, Luisa Estela Morales, erklärte im Jahr 2009, dass die Gewaltenteilung den Staat schwäche und man darum die Verfassung revidieren müsse.

### Gefängnisse

#### Stagnation der Verfahren
Dreifünftel der Gefangenen sind nicht verurteilt worden. Die Anzahl der Insassen, die im Jahr 1999 22.000 betrug, belief sich im Jahr 2011 auf über 50.000 Menschen.

#### Tote und Verletzte
Hunderte Menschen werden jedes Jahr in venezolanischen Gefängnissen ermordet. Von 1999 bis 2011 wurden etwa 5000 Menschen bei Gewalttaten in Gefängnissen umgebracht. Im Jahr 2011 verloren laut Observatorio Venezolano de Prisiones mindestens 560 Menschen das Leben bei Gewalttaten in Gefängnissen und weitere 1457 wurden verletzt. Allein im Gefängnis von Tocuyito wurden in dieser Zeit etwa 51 Insassen umgebracht.

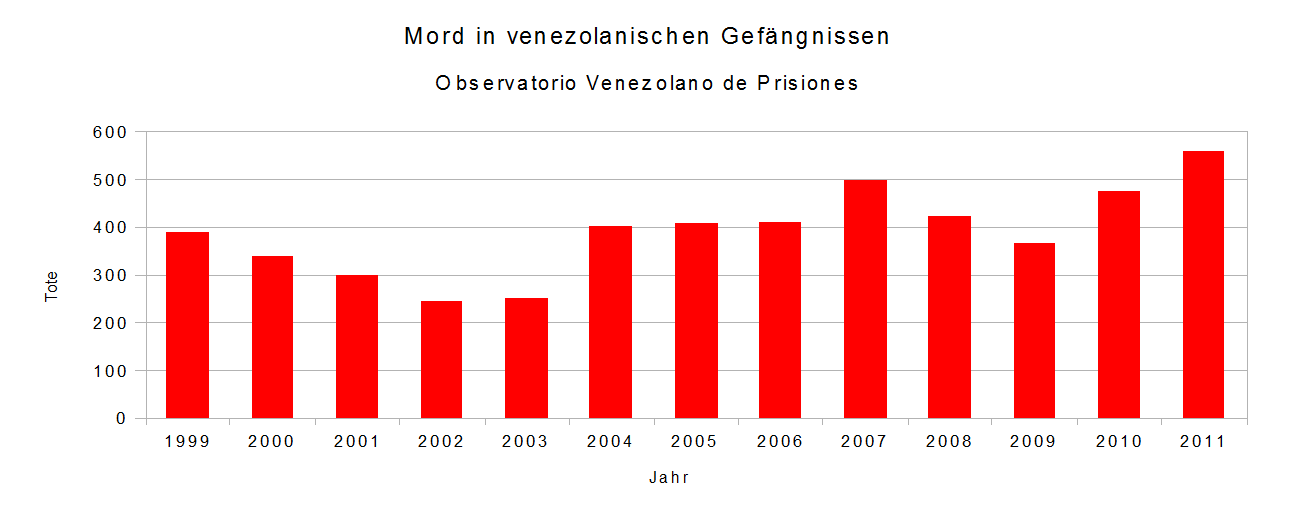
Mordzahl in venezolanischen Gefängnissen seit 1999 (laut Observatorio Venezolano de Prisiones)

Allein in der ersten Hälfte des Jahres 2012 haben über 300 Insassen ihr Leben bei Gewalttaten in den Justizanstalten verloren.

## Menschenrechtsorganisationen und -einrichtungen
Zu den bekanntesten Nichtregierungsorganisationen, die sich mit Menschenrechten in Venezuela befassen, zählen Provea und Observatorio Venezolano de Prisiones.
Zwei Vertreter der Menschenrechtsgruppe Human Rights Watch wurden im Jahr 2008 des Landes verwiesen, als sie einen regierungskritischen Bericht veröffentlichten.

### Verbot ausländischer Finanzierung für NGOs
Im Jahr 2010 verabschiedete die Nationalversammlung das Gesetz für die Verteidigung der politischen Souveränität und nationalen Selbständigkeit. Dieses Gesetz untersagt jegliche finanzielle Unterstützung aus dem Ausland für politische Bewegungen, Parteien und Menschen, die politische Tätigkeiten ausüben. Damit hat Venezuela ein strengeres Gesetz als das von Putin im Jahr 2012 verabschiedete Agentengesetz.

### Interamerikanischer Gerichtshof für Menschenrechte und die Chávez-Regierung
Hugo Chávez kündigte im Jahr 2012 an, dass Venezuela den Interamerikanischen Gerichtshof für Menschenrechte verlassen würde. Grund dafür waren die Berichte dieser Organisation über die Lage der Menschenrechte in Venezuela.

### Ermittlungen des Internationalen Strafgerichtshofs
Am 5. November 2021 teilte Karim Ahmad Khan, der Chefankläger des Internationalen Strafgerichtshofes, mit, dass er gemäß Art. 54 des Römischen Statuts eine förmliche Ermittlung gegen Venezuela wegen des Verdachts der Verletzung der Menschenrechte eingeleitet habe.